# Mannschaftskader der I liga (Schach) 1981
Die Liste der Mannschaftskader der I liga (Schach) 1981 enthält alle Spieler, die in der I liga der polnischen Mannschaftsmeisterschaft im Schach 1981 mindestens einmal eingesetzt wurden, mit ihren Ergebnissen.

## Allgemeines
Während Hutnik Warszawa, Polonia Warszawa, Skra-Komobex Częstochowa, Anilana Łódź und Pocztowiec Poznań mit je sieben eingesetzten Spielern auskamen, spielten bei Łączność Bydgoszcz 13 Spieler mindestens eine Partie. Insgesamt kamen 98 Spieler zum Einsatz, von 42 keinen Wettkampf versäumten.
Punktbester Spieler war Zbigniew Księski (Avia Świdnik) mit 8,5 Punkten aus 11 Partien. Andrzej Adamski (Maraton Warszawa) und Marian Twardoń (Górnik 09 Mysłowice) erreichten je 8 Punkte aus 11 Partien. Kein Spieler erreichte 100 %, das prozentual beste Ergebnis gelang ebenfalls Księski.

## Legende
Die nachstehenden Tabellen enthalten folgende Informationen:
- Nr.: Ranglistennummer; ein zusätzliches „W“ bezeichnet Frauen
- Titel: FIDE-Titel zum Zeitpunkt des Turniers; GM = Großmeister, IM = Internationaler Meister, FM = FIDE-Meister, WIM = Internationale Meisterin der Frauen, WFM = FIDE-Meisterin der Frauen
- Elo: Elo-Zahl vom 1. Juli 1981; bei Spielern ohne Elo-Zahl ist die nationale Wertung eingeklammert angegeben
- Pkt.: Anzahl der erreichten Punkte
- Partien: Anzahl der gespielten Partien

## KS Maraton Warszawa
| Nr. | Titel | Name                 | Elo    | Pkt. | Partien |
| --- | ----- | -------------------- | ------ | ---- | ------- |
| 1   | GM    | Włodzimierz Schmidt  | 2475   | 7    | 11      |
| 2   | IM    | Aleksander Sznapik   | 2470   | 6    | 11      |
| 3   | IM    | Andrzej Adamski      | 2375   | 8    | 11      |
| 4   | IM    | Stefan Witkowski     | 2325   | 4,5  | 8       |
| 5   | IM    | Romuald Grąbczewski  | 2325   | 2,5  | 5       |
| 6   |       | Piotr Staniszewski   | 2290   | 4    | 8       |
| 7   |       | Marian Ziembiński    | 2245   | 0,5  | 1       |
| W1  |       | Elżbieta Kowalska    | 2045   | 5    | 10      |
| W2  |       | Krystyna Więckiewicz | (1650) | 0    | 1       |

## WKSz Legion Warszawa
| Nr. | Titel | Name               | Elo    | Pkt. | Partien |
| --- | ----- | ------------------ | ------ | ---- | ------- |
| 1   | IM    | Jan Adamski        | 2420   | 6,5  | 11      |
| 2   | IM    | Andrzej Filipowicz | 2385   | 7    | 11      |
| 3   | FM    | Rafał Marszałek    | 2345   | 5    | 10      |
| 4   |       | Bogusław Borysiak  | 2240   | 6    | 10      |
| 5   |       | Anatol Łokasto     | 2270   | 4,5  | 8       |
| 6   |       | Wiktor Matkowski   | (2202) | 1    | 3       |
| 7   |       | Roman Hass         | (2186) | 0,5  | 2       |
| W1  | WFM   | Agnieszka Brustman | 2110   | 7    | 11      |

## FKS Avia Świdnik
| Nr. | Titel | Name              | Elo  | Pkt. | Partien |
| --- | ----- | ----------------- | ---- | ---- | ------- |
| 1   | IM    | Krzysztof Pytel   | 2400 | 6,5  | 11      |
| 2   | IM    | Zbigniew Szymczak | 2370 | 7,5  | 11      |
| 3   |       | Zbigniew Księski  | 2365 | 8,5  | 11      |
| 4   |       | Marek Hawełko     | 2330 | 7,5  | 11      |
| 5   |       | Tadeusz Lipski    | 2265 | 5,5  | 9       |
| 6   |       | Michał Praszak    | 2240 | 0    | 2       |
| W1  | WIM   | Bożena Pytel      | 2015 | 4    | 7       |
| W2  |       | Irena Kasprzyk    | 1985 | 1    | 2       |

## KS Górnik 09 Mysłowice
| Nr. | Titel | Name                   | Elo    | Pkt. | Partien |
| --- | ----- | ---------------------- | ------ | ---- | ------- |
| 1   | FM    | Włodzimierz Kruszyński | 2345   | 5,5  | 11      |
| 2   | FM    | Stanisław Kostyra      | 2370   | 5    | 11      |
| 3   |       | Marian Twardoń         | 2230   | 8    | 11      |
| 4   |       | Tadeusz Tomalczyk      | 2205   | 5,5  | 10      |
| 5   |       | Zbigniew Kwiecień      | (2182) | 1    | 3       |
| 6   |       | Aleksander Matwiejszyn | (2198) | 1,5  | 3       |
| 7   |       | Lesław Kawczyński      | (2120) | 4    | 6       |
| W1  |       | Hanna Grabczyńska      | 2000   | 6,5  | 11      |

## HKS Hutnik Warszawa
| Nr. | Titel | Name                   | Elo    | Pkt. | Partien |
| --- | ----- | ---------------------- | ------ | ---- | ------- |
| 1   |       | Krzysztof Pańczyk      | 2375   | 6    | 10      |
| 2   |       | Henryk Petryk          | 2390   | 6    | 11      |
| 3   |       | Kazimierz Marcinkowski | 2250   | 5,5  | 11      |
| 4   |       | Zbigniew Sęk           | (2223) | 7    | 11      |
| 5   |       | Krzysztof Sznapik      | 2255   | 0,5  | 6       |
| 6   |       | Manfred Mannke         | (2050) | 3    | 6       |
| W1  | WFM   | Elżbieta Sosnowska     | 2030   | 7    | 11      |

## KKS Polonia Warszawa
| Nr. | Titel | Name               | Elo  | Pkt. | Partien |
| --- | ----- | ------------------ | ---- | ---- | ------- |
| 1   | GM    | Adam Kuligowski    | 2405 | 5    | 10      |
| 2   | IM    | Władysław Schinzel | 2380 | 5,5  | 11      |
| 3   |       | Mirosław Sarwiński | 2245 | 6    | 11      |
| 4   |       | Robert Bugajski    | 2295 | 5,5  | 9       |
| 5   |       | Stefan Dejkało     | 2280 | 5    | 9       |
| 6   |       | Marek Kolasiński   | 2220 | 2    | 5       |
| W1  |       | Jadwiga Szymańska  | 1915 | 5    | 11      |

## KS Skra-Komobex Częstochowa
| Nr. | Titel | Name              | Elo    | Pkt. | Partien |
| --- | ----- | ----------------- | ------ | ---- | ------- |
| 1   | FM    | Roman Tomaszewski | 2385   | 4,5  | 11      |
| 2   |       | Jacek Flis        | 2310   | 6    | 11      |
| 3   |       | Tomasz Giżyński   | 2235   | 5    | 11      |
| 4   |       | Bogusław Sygulski | (2232) | 3    | 8       |
| 5   |       | Artur Sygulski    | (2200) | 6,5  | 10      |
| 6   |       | Tadeusz Karpik    | (2153) | 2,5  | 4       |
| W1  | WFM   | Bożena Sikora     | 2050   | 7,5  | 11      |

## KS Anilana Łódź
| Nr. | Titel | Name                | Elo    | Pkt. | Partien |
| --- | ----- | ------------------- | ------ | ---- | ------- |
| 1   |       | Witold Balcerowski  | 2355   | 5    | 11      |
| 2   | FM    | Waldemar Świć       | 2330   | 6,5  | 11      |
| 3   |       | Tomasz Rakowiecki   | 2280   | 3    | 11      |
| 4   |       | Mieczysław Bakalarz | 2210   | 6,5  | 11      |
| 5   |       | Marek Zieliński     | (2125) | 7,5  | 11      |
| W1  | WIM   | Grażyna Szmacińska  | 2195   | 5,5  | 10      |
| W2  |       | Liliana Leszner     | (1600) | 0,5  | 1       |

## KS Łączność Bydgoszcz
| Nr. | Titel | Name                  | Elo    | Pkt. | Partien |
| --- | ----- | --------------------- | ------ | ---- | ------- |
| 1   | IM    | Jerzy Pokojowczyk     | 2430   | 6    | 11      |
| 2   |       | Grzegorz Chrapkowski  | 2240   | 1    | 5       |
| 3   |       | Wiesław Czerniakow    | (2138) | 1    | 6       |
| 4   |       | Piotr Skowroński      | (2000) | 0,5  | 1       |
| 5   |       | Adam Kaczmarek        | (2192) | 5    | 11      |
| 6   |       | Krzysztof Lewandowski | (2000) | 0    | 2       |
| 7   |       | Jan Rogalewicz        | (2149) | 2    | 3       |
| 8   |       | Waldemar Jagodziński  | (2217) | 7    | 11      |
| 9   |       | Edward Turczynowicz   | (2140) | 0,5  | 2       |
| 10  |       | Dariusz Łunkiewicz    | (1800) | 0,5  | 2       |
| 11  |       | Czesław Figiel        | (2000) | 0    | 1       |
| W1  |       | Lidia Turczynowicz    | (1598) | 2,5  | 6       |
| W2  |       | Katarzyna Czarska     | (1600) | 1,5  | 5       |

## MZKS Pocztowiec Poznań
| Nr. | Titel | Name                    | Elo    | Pkt. | Partien |
| --- | ----- | ----------------------- | ------ | ---- | ------- |
| 1   |       | Ignacy Nowak            | 2345   | 5,5  | 11      |
| 2   |       | Mieczysław Stypka       | (2186) | 4,5  | 11      |
| 3   |       | Marian Nowacki          | (2175) | 1    | 7       |
| 4   |       | Przemysław Ereński      | (2186) | 3    | 9       |
| 5   |       | Marek Maćkowiak         | (2036) | 4    | 9       |
| 6   |       | Włodzimierz Kałużny     | (2055) | 3,5  | 8       |
| W1  | WIM   | Hanna Ereńska-Radzewska | 2215   | 7,5  | 11      |

## KKS Hetman Wrocław
| Nr. | Titel | Name                  | Elo    | Pkt. | Partien |
| --- | ----- | --------------------- | ------ | ---- | ------- |
| 1   | IM    | Zbigniew Jaśnikowski  | 2435   | 4    | 11      |
| 2   | IM    | Franciszek Borkowski  | 2375   | 4    | 11      |
| 3   |       | Władysław Pojedziniec | 2275   | 2,5  | 7       |
| 4   |       | Cezary Balicki        | 2230   | 5,5  | 11      |
| 5   |       | Marek Świerczewski    | 2235   | 1    | 4       |
| 6   |       | Janusz Śledziewski    | 2240   | 3    | 6       |
| 7   |       | Donat Brzezicki       | (2194) | 2    | 5       |
| W1  |       | Zofia Kasińska        | 1885   | 3    | 9       |
| W2  |       | Hinda Śledziewska     | (1772) | 0,5  | 2       |

## SKS Start Łódź
| Nr. | Titel | Name                 | Elo    | Pkt. | Partien |
| --- | ----- | -------------------- | ------ | ---- | ------- |
| 1   | IM    | Andrzej Łuczak       | 2360   | 4    | 11      |
| 2   | FM    | Tadeusz Żółtek       | 2300   | 4,5  | 11      |
| 3   |       | Robert Andrzejewski  | 2295   | 3,5  | 10      |
| 4   |       | Andrzej Rosiak       | 2295   | 1    | 5       |
| 5   |       | Ryszard Kwieciński   | (2195) | 4    | 9       |
| 6   |       | Ryszard Wolny        | (2217) | 1,5  | 4       |
| 7   |       | Krzysztof Lenczewski | (2168) | 2,5  | 5       |
| W1  |       | Lucyna Krawcewicz    | (1771) | 2    | 11      |